# Along Came Jones
Pour les articles homonymes, voir Along Came Jones (homonymie).
Albums de Tom Jones
What's New Pussycat?
(1965)
Singles
Along Came Jones est le premier album studio du chanteur gallois Tom Jones, sorti en 1965. 

## Histoire
Produit par Peter Sullivan, l'album bénéficie de la collaboration de musiciens de studio réputés tels que Big Jim Sullivan et Jimmy Page, en lieu et place des Squires, le groupe habituel de Tom Jones. Sur la pochette du disque figure une photo de ce dernier posant, selon les mots des autrices Lucy Ellis et Bryony Sutherland, en « parfait et fringant bandit de grand chemin ».
Sorti au Royaume-Uni en mai 1965, l'album atteint la 11e place des charts britanniques le mois suivant. Il contient le tube It's Not Unusual, dont la commercialisation sous forme de single en début d'année a valu à Tom Jones son premier grand succès.
Aux États-Unis, il sort chez Parrot Records en juillet 1965 sous le titre It's Not Unusual avec une pochette différente (PAS 71004). Il ne dépasse toutefois pas la 54e place du classement des ventes.

## Liste des chansons

### Face A
1. I've Got a Heart (Gordon Mills)
2. It Takes a Worried Man (traditionnel)
3. Skye Boat Song (traditionnel écossais)
4. Once Upon a Time (Charles Strouse, Lee Adams)
5. Memphis, Tennessee (Chuck Berry)
6. Whatcha' Gonna Do
7. I Need Your Loving (Don Gardner, Clarence Lewis, Bobby Robinson, James McDougal)
8. It's Not Unusual (Les Reed, Gordon Mills)

### Face B
1. Autumn Leaves (Joseph Kosma, Johnny Mercer)
2. The Rose (Gordon Mills)
3. If You Need Me (Robert Bateman, Wilson Pickett, Sonny Sanders)
4. Some Other Guy (Jerry Leiber, Mike Stoller, Richard Barrett)
5. Endlessly (Brook Benton)
6. It's Just a Matter of Time (Clyde Otis, Brook Benton, Belford Hendricks)
7. Spanish Harlem (Jerry Leiber, Phil Spector)
8. When the World was Beautiful (Rolf Harris)